# Domenico Giuffrida
Domenico Giuffrida (ur. 3 marca 1954 w Katanii) – włoski zapaśnik walczący w stylu klasycznym. Olimpijczyk z Montrealu 1976, gdzie odpadł w eliminacjach w kategorii do 62 kg.
Szósty na mistrzostwach świata w 1978. Piąty na mistrzostwach Europy w 1976. Srebrny medalista igrzysk śródziemnomorskich w 1983; brązowy w 1975 i 1979 roku.